# Gotham Motor Car Company
Gotham Motor Car Company war ein US-amerikanischer Hersteller von Automobilen.

## Unternehmensgeschichte
Das Unternehmen wurde 1910 in New York City gegründet. Beteiligt waren Daniel W. Bluck, Robert W. Schuette, William Schuette und Cornelius Tangemann. Hauptsächlich waren sie als Autohaus tätig. Sie vertrieben u. a. Fahrzeuge der S. G. V. Company, an der Tangemann ebenfalls beteiligt war. Außerdem stellten sie Automobile her, die als Gotham vermarktet wurden. 1915 endete die Produktion. Insgesamt sind etwa 50 Fahrzeuge überliefert.

## Fahrzeuge
Die Fahrzeuge hatten Vierzylindermotoren.